# Condado de Antigonish
O Condado de Antigonish é um dos 18 condados da província canadense de Nova Escócia. Ele está localizado no norte de Nova Escócia, no Estreito de Northumberland. A cidade de Antigonish é a sede do condado. A população do condado no censo de 2016 era de 19.301 habitantes e a área é de 1.457,81 quilômetros quadrados.